# Mons Hansteen
Mons Hansteen är ett litet berg på månen vid månhavet Oceanus Procellarums södra kant. Berget har fått sitt namn efter den norske fysikern och astronomen Christopher Hansteen.
Mons Hansteen var ursprungligen en vulkan. Berget har en trekantig bas där den östra kanten är längst på omkring 30 km. Väster om Mons Hansteen ligger kratern Hansteen. Mons Hansteen hette tidigare Hansteen A efter denna krater. Söder om berget ligger kratern Billy.